# 普拉納爾圖 (聖保羅州)
21°02′05″S 49°55′46″W / 21.03472°S 49.92944°W

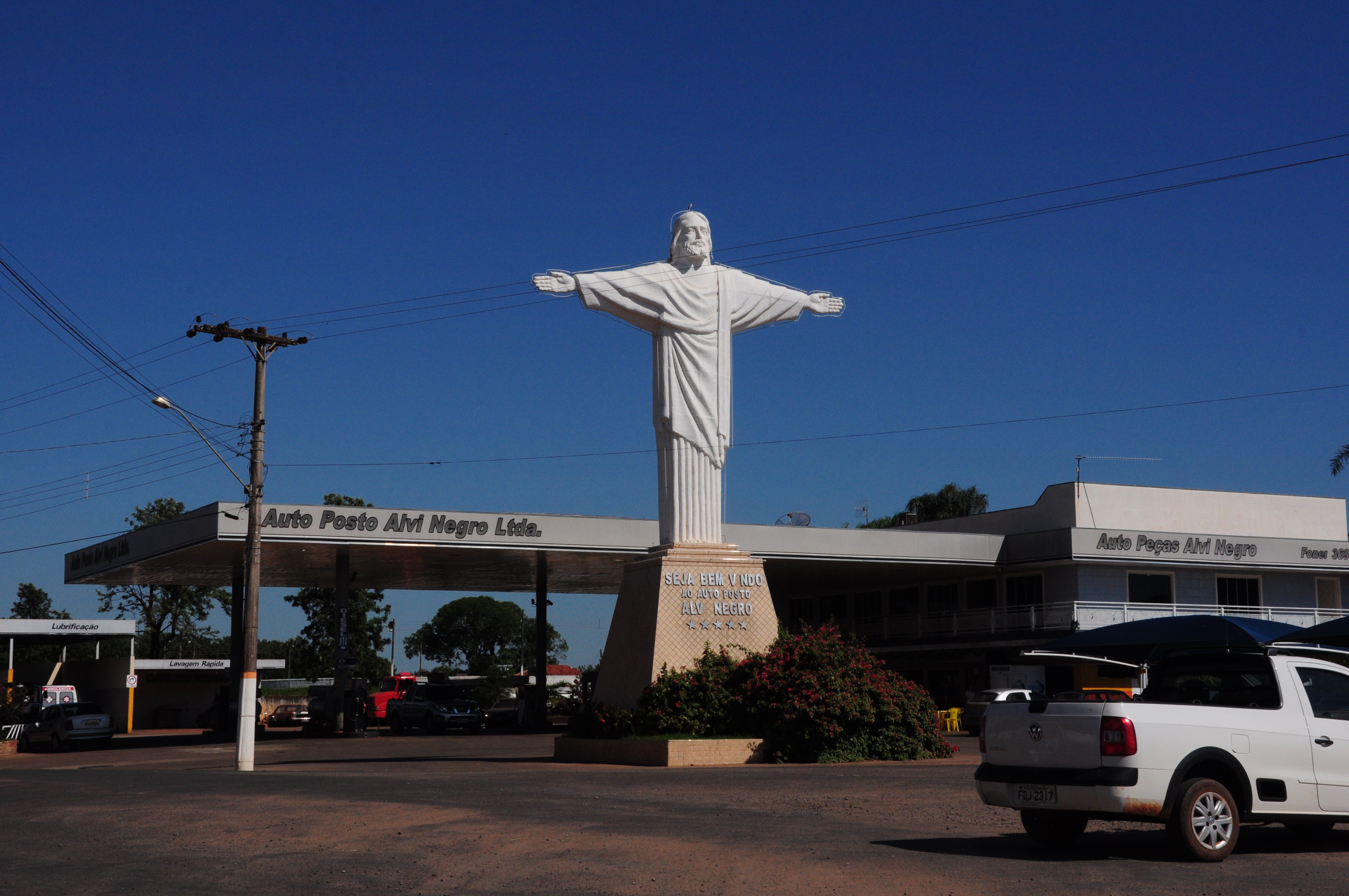
普拉納爾圖

普拉納爾圖（葡萄牙語：Planalto）是巴西的城鎮，位於該國南部，由聖保羅州負責管轄，始建於1948年4月3日，面積290平方公里，海拔高度450米，2010年人口4,463，人口密度每平方公里15.38人。